# Gaidar
Gaidar (in gagauzo Haydar, in russo Гайда) è un comune della Moldavia situato nella Gagauzia di 4.525 abitanti al censimento del 2004.

## Società

### Evoluzione demografica
In base ai dati del censimento, la popolazione è così divisa dal punto di vista etnico:
| Etnia       | Abitanti | %     |
| ----------- | -------- | ----- |
| Moldavi     | 32       | 0,71  |
| Ucraini     | 25       | 0,55  |
| Russi       | 47       | 1,04  |
| Gagauzi     | 4.368    | 96,53 |
| Bulgari     | 37       | 0,82  |
| Rumeni      | 0        | 0     |
| Altre etnie | 16       | 0,35  |